# Suttonia
En botánica, Suttonia es un sinónimo del género Myrsine.
Suttonia es un género de peces de la familia Serranidae.

## Especies
Hay actualmente 3 especies reconocidas en este género:
- Suttonia coccinea Endo & Kenmotsu, 2013[1]
- Suttonia lineata Gosline, 1960
- Suttonia suttoni J. L. B. Smith, 1953